# Верба (Володимирський район)
Верба́  — село в Україні, у Оваднівській сільській громаді Володимирського району Волинської області.
Населення становить 579 осіб. Кількість дворів (квартир) — 186. З них 6 нових (після 1991 р.).
В селі функціонує православна церква Михайла Аристратига ПЦУ. Кількість прихожан — 115 осіб. Працює школа І-ІІ ступенів на 120 місць, клуб, бібліотека, фельдшерсько-акушерський пункт, відділення зв'язку, магазин, кафе-бар Лілія, кафе-бар Дует, міні-маркет, кафе-бар «Барви», АЗС Amic Energy.
Село газифіковане. Дорога з твердим покриттям у задовільному стані. Наявне постійне транспортне сполучення з районним та обласним центрами.

## Історія
Поселення доби бронзи розташоване на піщаних дюнах біля села. Відкрите 1937 року О. Цинкаловським. На поверхні пам’ятки виявлено фрагменти кераміки. Знахідки належать до тшинецько-комарівської культури.
У 1906 році село Вербської волості Володимир-Волинського повіту Волинської губернії. Відстань від повітового міста 9 верст, дворів 160, мешканців 759.
До 23 червня 2016 року — адміністративний центр Вербської сільської ради Володимир-Волинського району Волинської області.
12 червня 2020 року, відповідно до розпорядження Кабінету Міністрів України № 708-р «Про визначення адміністративних центрів та затвердження територій територіальних громад Волинської області», увійшло до складу Оваднівської сільської територіальної громади.
19 липня 2020 року, в результаті адміністративно-територіальної реформи та ліквідації  Володимир-Волинського району(1940—2020), село увійшло до новоутвореного Володимир-Волинського району (від 18 липня 2022 Володимирського).

## Населення
Згідно з переписом УРСР 1989 року чисельність наявного населення села становила 563 особи, з яких 272 чоловіки та 291 жінка.
За переписом населення України 2001 року в селі мешкали 574 особи.

### Мова
Розподіл населення за рідною мовою за даними перепису 2001 року:
| Мова       | Кількість | Відсоток |
| ---------- | --------- | -------- |
| українська | 566       | 97.75%   |
| російська  | 12        | 2.08%    |
| польська   | 1         | 0.17%    |
| Усього     | 579       | 100%     |